# 大同電鍋
大同電鍋（だいどうでんなべ、タートン・ディエングォ）は台湾の総合電機メーカー大同公司（だいどうこうし、タートン・ゴンスー、Tatung Company）が開発、販売している炊飯器兼鍋製品、およびそのブランド。
元は日本発祥だが、白米の炊飯のほかに、「蒸す、煮る、炊く」という料理の基本要素をこの電鍋一つで可能なことから、台湾では嫁入り道具の一品として選ばれたり一家に一台あるといわれるほど普及している国民的家電。2016年時点の年間生産台数は40-50万台、最もポピュラーな10人用電鍋で累計販売台数1,450万台と、1世帯あたり1.7台の割合で普及している。ハイテク化、多機能化、高価格化が進み、多種多様な高級品が出揃っている20世紀末から21世紀初頭にかけての炊飯器市場の中でも、台湾市場ではなおこの電鍋の愛好者が多く、一定の地位を確保している。
炊飯器単品とはいえ、ハイテク化、高級化を進める日本メーカーの電気炊飯器とは逆にシンプルな機能のまま50年以上のロングセラーとなっており、工業製品という観点ではいち早く高級化に踏み切ってシェアを伸ばしたジャイアント・マニュファクチャリングやメリダ・インダストリーなどの台湾勢と、高級化に出遅れて完成車の海外シェアを落としている日本勢という自転車業界の構図とは対照をなしている。
1960年代の製品の実物は高雄市の国立科学工芸博物館（科工館）に展示されている。2010年代以降は大同公司も日本に進出し、日本国内で小売するようになった。

## 基本仕様
内部のパーツは電熱線だけであり、外観はスイッチ1つだけの簡便な設計が故障率の低下と製造・修理コスト削減を両立でき、安価さを今も維持できている要因となっている。水が蒸発し切ると電鍋は加熱を停止し、余熱で食材を蒸らす。水の量で加熱時間が決まるため、機器の傍で使用者が監視せずに済み、直感的に煮炊きが可能となっている。初期は10人前用の「TAC-8/8s」（前者が10A家庭用の800W仕様、後者が低アンペア家庭用の600W仕様(p21)）などで数字はアンペア数を意味していたが、現在の型番にある数字は人数を意味する。材質は昔ながらのアルミニウムと高級なステンレスが共存しているが、基本的な構造は変わっていない。調理だけではなくタピオカティー（珍珠奶茶）の店舗ではタピオカの保温にも使われる。2020年、COVID-19による肺炎流行に伴うマスク購入規制では唐鳳（IT担当閣僚）や、陳時中（衛生福利部部長）が、大同電鍋でのマスク殺菌・再利用方法を実演するなど意外な利用法も広報されている。

## 沿革

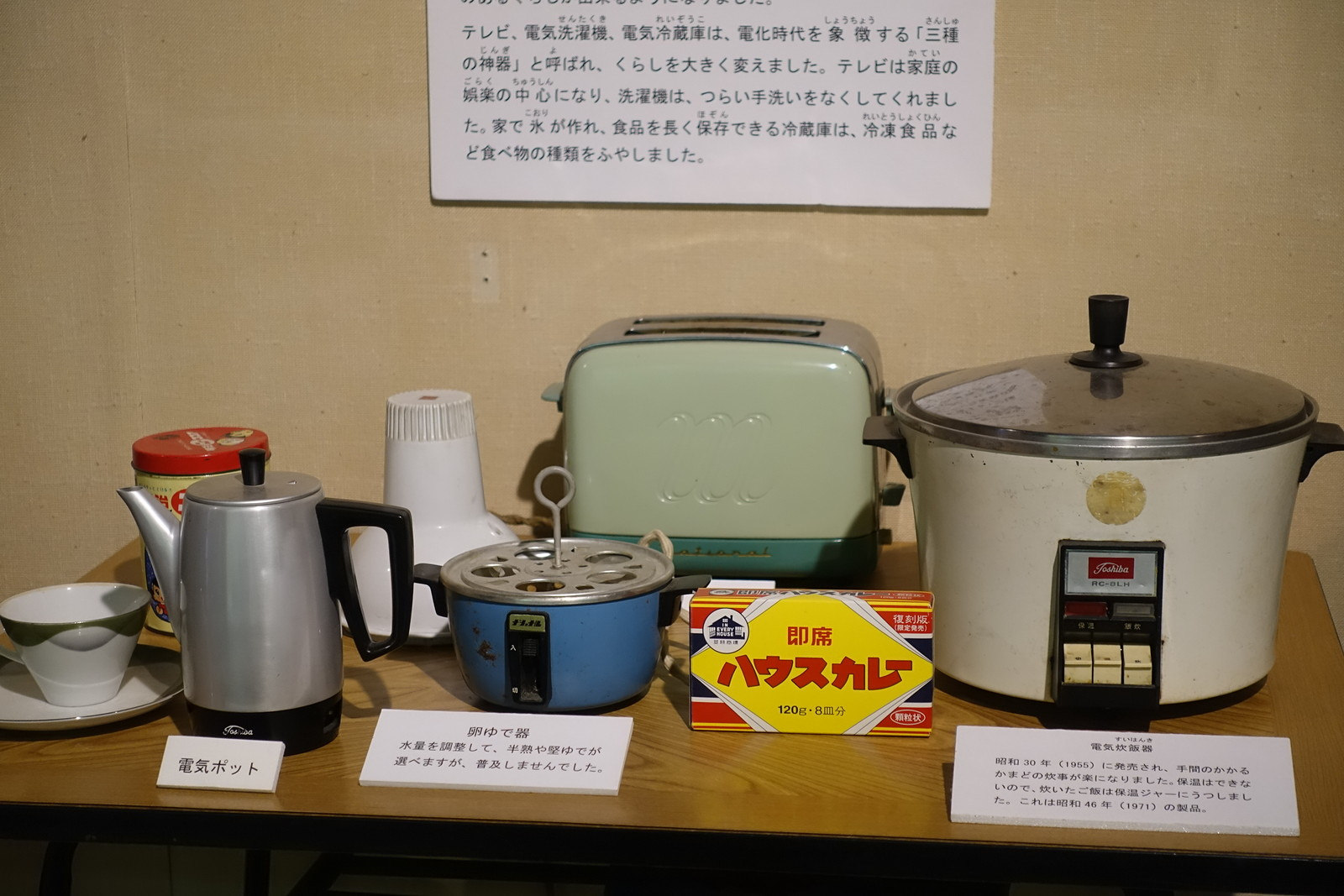
東芝RC-6シリーズ（右端）

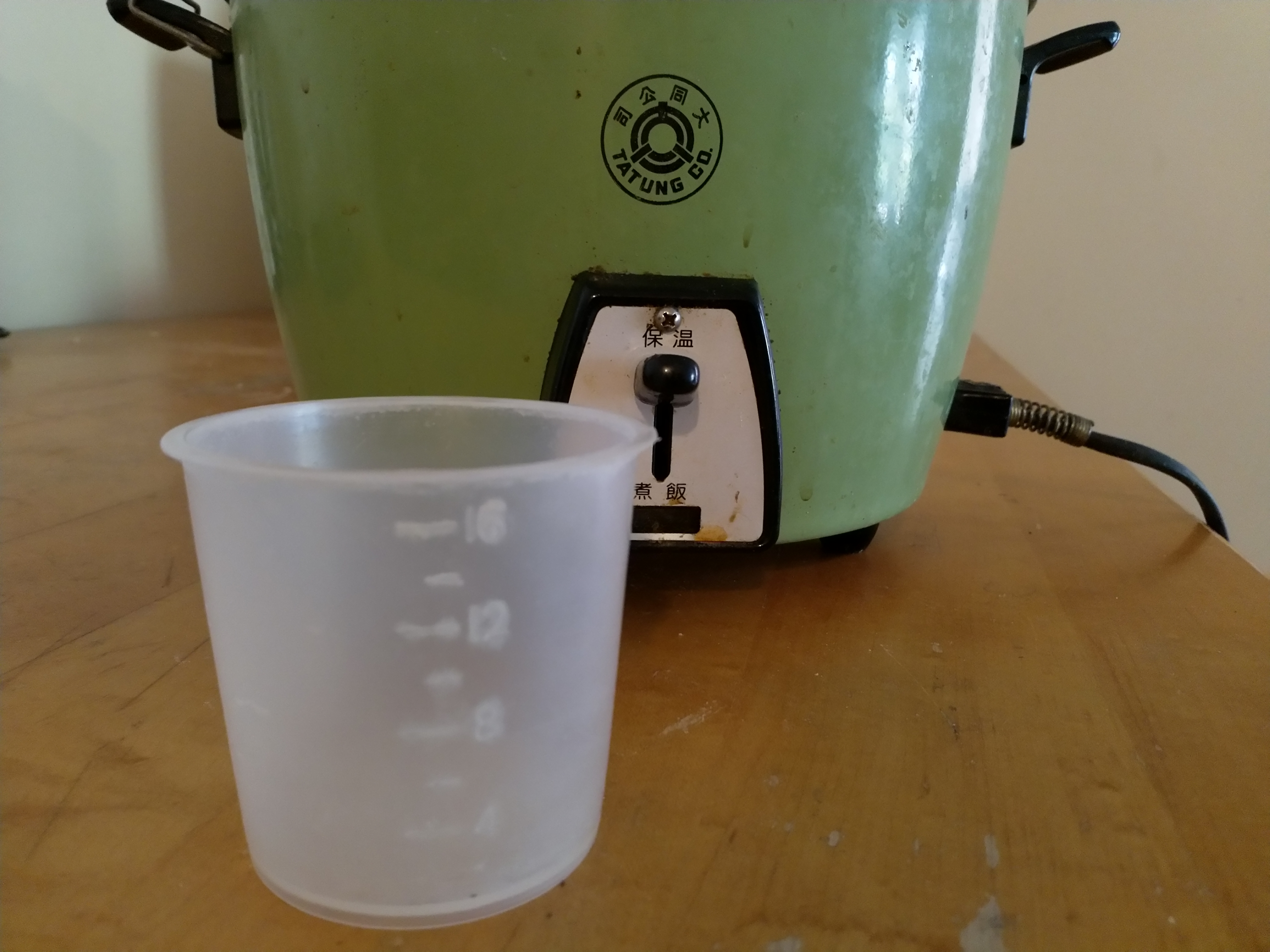
赤とともにオーソドックスな緑モデル

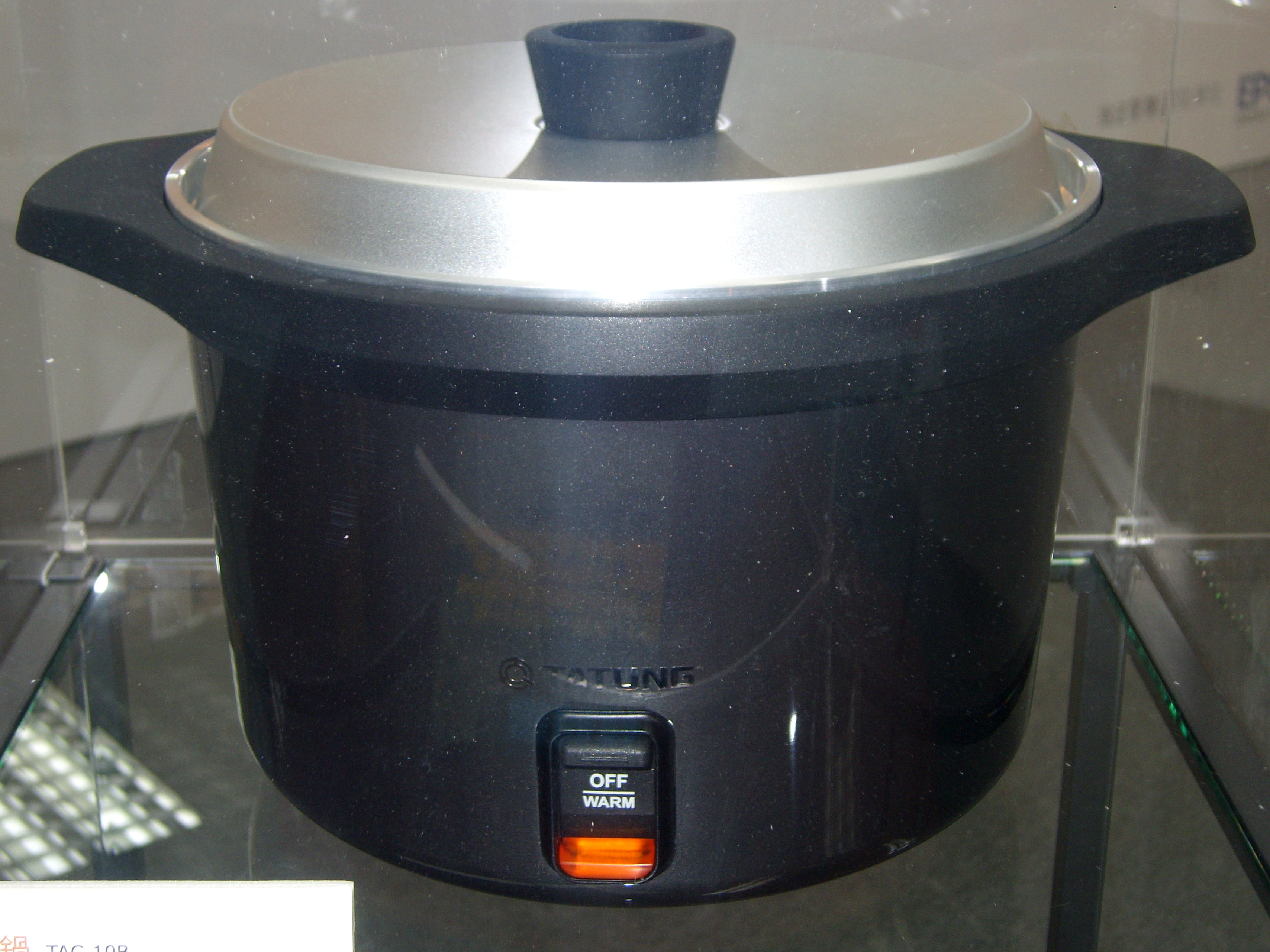
2008年iFデザイン賞受賞のTAC-10B

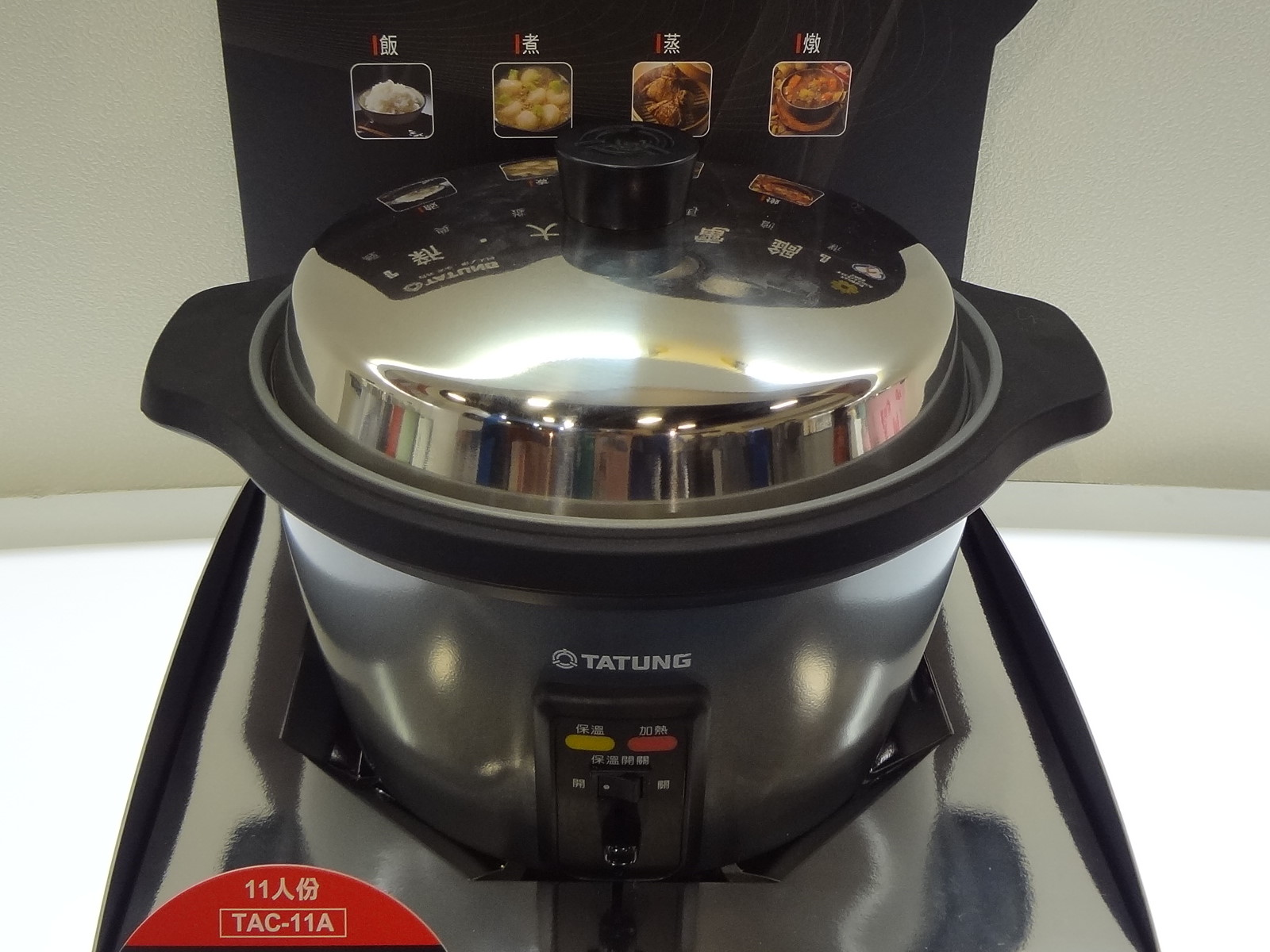
外釜がステンレス、内鍋が台湾のブランド牛頭牌（Buffalo）のTAC-11A

3人用TAC-03DW

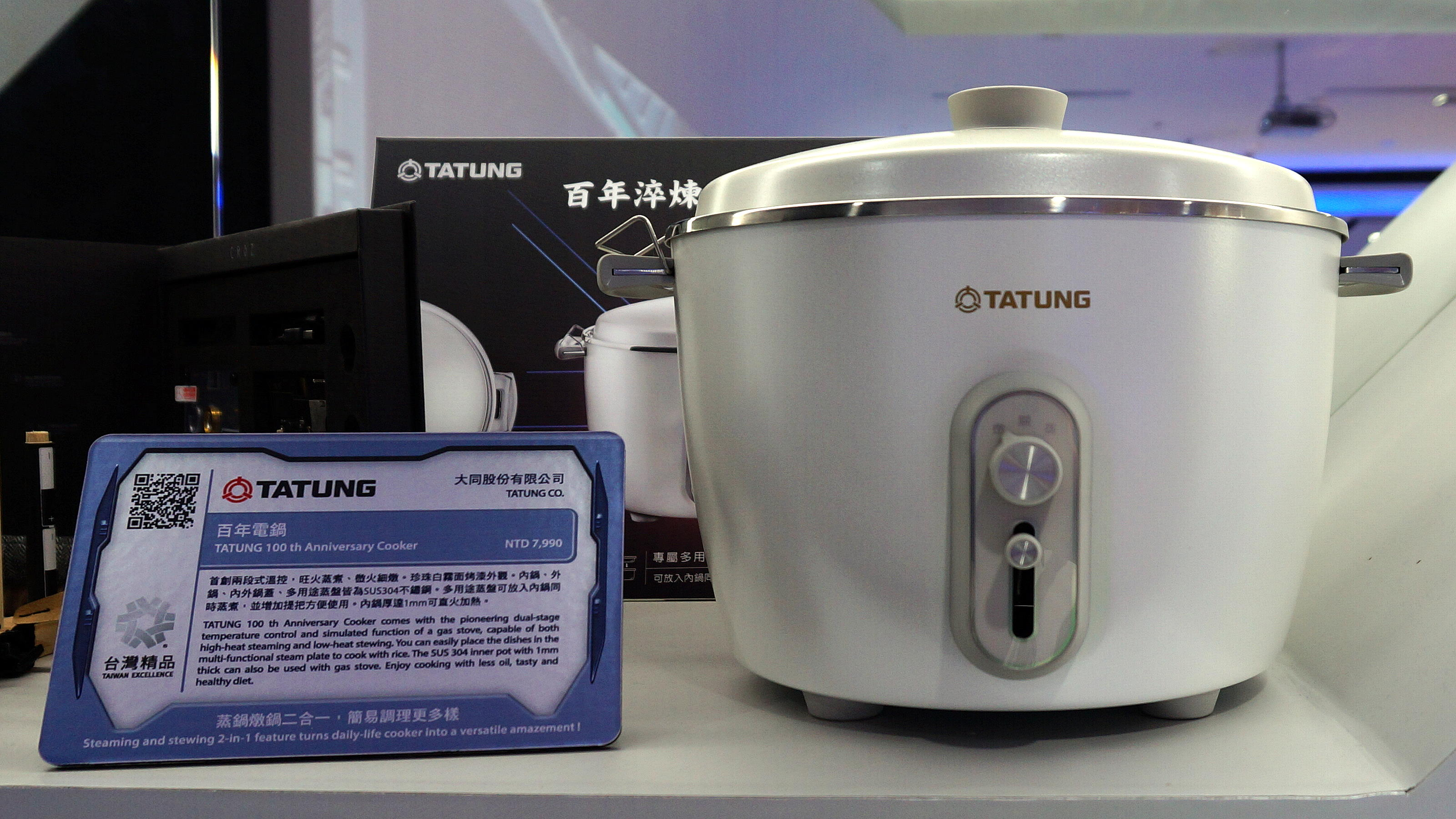
創業100周年モデル

1955年、日本の総合電機大手東芝が自動式電気釜「ER-4」（=RC-6K）を発売(p2)。1958年、同社の電気釜「RC-6K」がグッドデザイン賞を受賞。1960年、日本では東芝RC-6Kがシェア30%に達し(p2)、台湾企業の大同公司がこれをモデルとした台湾仕様を国内市場に投入する（東芝はこの時点で台湾での知的財産権を確保していなかった）。
当時は国内同業他社が30社程度あったが、大同は米国の中華民国資金援助と東芝の技術援助により金属加工技術を向上させ、他社を出し抜くことに成功する。
初期の販売価格は200NT$強だった。発売当時の台湾の平均年収は約5,000NT$で、月収の半分に相当するため決して安価なものではなかった(p7)。1963年より新聞広告を開始、節電効果を宣伝した。同年10月10日にはテレビ広告も開始。高価格帯だったことから嫁入り道具としての贈答用に購入されるようになった。1973年からはそういった需要に応えるべく本体色を赤あるいは緑に改めた(p7)。1975年ごろは訪日台湾人の間でタイガー魔法瓶や象印を購入することが人気だった。
東芝モデルの国産化にあたり大同の「TAC-6」は
- 蒸し料理用パーツの追加（水を貯める底の電熱器板、しゃもじ、内鍋蓋、外鍋蓋の4つが標準装備されていた[6](p22)。）
- 釜の内釜を2分割から3分割に増加（これは日本と台湾で家庭料理の差異を見込んで、台湾では白米と別のおかず用の釜を増やす用途）
- 省電力型（当時の台湾の家庭用電力は日本より小さい5-10アンペアだった）[6](p21)
- 温度設定の上限を摂氏230度に設定（日本は摂氏180度）[6](p22)

という4項目の変化が加えられている。
東芝がその後日本の経済成長と団地の増加に伴う核家族化の進行により、日本で内釜が数分割されたモデルを発売すると、台湾メーカーも追随し、大同は上下2層のうち上層部の釜を4分割したモデルを出している(p21)。
圧力鍋タイプが追加されたものの、その後も基本モデルを踏襲したままだったが、2016年には給水せずに食材に含まれる水分を調理に利用する無水鍋を発売している。また、2011年の電鍋50周年と2018年の社の創業100周年には限定記念モデルが登場している。

### 競合
1964年ごろからガス式炊飯器も登場し、十大建設でのインフラ整備や工業化に伴って社員食堂や外食店舗などの事業所向けに30-50人用が普及したが、家庭用は相変わらず電鍋が主流で、1990年代以降は広告もみられなくなった(p8)。1973年以降は電子炊飯器の時代を迎え、SAMPOなどの国産メーカーが電子式を発売した(p9)。1986年以降はIC設計を使用したハイテク化が(p9)、1996年以降はIH式が流行したが、家庭用での大同電鍋の地位が揺らぐことはなかった(p10)。

### 評価
1970年代は国内市場で電鍋の広告は半減した。このときに圧力電鍋が登場する。技術の成熟や、消費者の所得増により大同電鍋は相対的に安価となり、多くの消費者が必需品として買い求めるようになった。ようやく電鍋に時代が追いついたと言える。また、欧米に留学した台湾人が食習慣の違いから米食を中心とする祖国の味を現地でも求めたため、国外での使用が増え、「大同電鍋」が炊飯器の代名詞として定着する。そして日本ではハイテク化が進行して初期の電鍋は淘汰された一方、台湾では年間販売量が減ることなく初期のタイプが売れ続けている(p7)。
台湾の製造業は従来は舶来ものを崇拝、模倣するだけだったが、この電鍋は日本から台湾に伝播した段階で台湾の食文化に適応すべく独自進化を遂げた(pp23-24)。この電鍋の出現は女性の家事を楽にし、その後の工業化も併せて女性の社会進出と労働市場の男女平等をもたらしたとされている(pp23-24)。
1946年に竣工し、1974年に中華民国海軍へ売却された元米海軍の潜水艦「タスク（台湾での呼称は『海豹』）」でも狭い厨房スペースに装備されている。
また、「母親が嫁入り道具として持参した電鍋がまだ壊れずに使えている」というシンプルがゆえの耐久性も評価され、台湾最大のインターネット掲示板批踢踢（PTT）では郷民（ユーザー）によって「三神器」の一つに選定されており、老若男女問わず根強い人気を保っている。2010年代以降の日本でのインバウンド消費において、日本メーカーの高級炊飯器は中国人旅行者を中心に爆買いの対象ではあるが、訪日台湾人の購買傾向がそれほどではないことは、日本円で1万円前後で買える大同電鍋がコストパフォーマンスの点で優位にあるためという意見が多い。

### コラボレーション
2012年には「ハローキティ」モデルを国内限定で1,000個販売したが、1時間半で完売した。同様に2014年には「LAIMO」（台湾人イラストレーター楊承霖（チェン/Cherng）が考案したマレーバクの人気キャラクター）の限定版（3,000NT$、1,000個）も1時間で完売した。

### 日本進出
21世紀になると訪台した日本人が現地で購入していく事例が増え、大同公司は2015年から日本語のウェブサイト開設とともに自社販売を開始したが、華僑を含む在日台湾人や駐在員、留学生といった想定顧客層ではなく90%が日本人を占めるなど、日本でも愛好家が増えてきている。
2017年秋、日本のヨドバシカメラなどで無水鍋の通信販売を開始した。
2019年初頭、光文社が発行する主婦向け雑誌Martは「今年のヒット商品」予測に大同電鍋を選出している。
2019年9月、台湾の書籍・小売大手「誠品生活」が日本上陸時とともに実店舗での取扱を開始した。

## 受賞

### 日本
グッドデザイン賞
- 2012年「グッドデザイン・ベスト100」受賞（電鍋50周年モデルTAC-11A-50。奇想創造（中国語版）の謝栄雅（中国語版）が担当したパッケージデザイン。）[36][37]。
- 2016年「グッドデザイン賞」受賞（無水鍋モデルTSB-3016EA「フージョンクッカー」）[38]

### 米国
インターナショナル・デザイン・エクセレンス賞
- 2011年「ゴールド」受賞（電鍋50周年モデルTAC-11A-50。奇想創造の謝栄雅が担当したパッケージデザイン。）[39][40]

### ドイツ
iFデザイン賞
- 2008年（TAC-10B）[41]
- 2016年（無水鍋モデルTSB-3016EA）[42]

レッド・ドット・デザイン賞
- 2017年（分離式電子鍋TRC-M6EA）[43]

### 台湾
台湾精品奨
- 2010年
  - 大同電鍋TAC-06K - 精品奨[44]
  - 大同電子鍋TRC-10CM - 精品奨[45]
- 2011年
  - 電鍋TAC-11KA - 精品奨[46]
  - 電子圧力鍋TCPC-50EA - 精品奨[47]
  - 圧力鍋TCPC-50EC - 精品奨[48]
  - 多機能燻製鍋TSC-10 - 精品奨[49]
- 2013年
  - 多機能電鍋TAC-03DW - 銀質奨[50]
  - 微電脳電鍋TAC-11EA - 精品奨[51]
- 2016年
  - 超美型電鍋TAC-03DS/TAC-03DI - 銀質奨[52]
  - 微電脳電鍋TAC-06EA(WI)/TAC-11EA(WI) - 銀質奨[53]
- 2017年
  - 無水鍋モデルTSB-3016EA - 銀質奨[54]
  - レシピ用アプリケーション - 精品奨[55]
  - 上蓋を透明にした星球電鍋TAC-06HT - 銀質奨[56]
- 2018年
  - ステンレス電鍋TAC-11HN-M - 精品奨[57]
  - 分離式電鍋TRC-M6-EA - 精品奨[58]
- 2019年
  - 百年電鍋TAC-11V-MW（創業100周年モデル） - 銀質奨[59]

### 註釈
1. ↑  人口2,300万人、世帯数837万で算出